# Pasjak
 Ovo je glavno značenje pojma Pasjak. Za druga značenja pogledajte Pasjak (razdvojba).
Pasjak, naselje na Krasu u općini Matulji, u Hrvatskoj, smješteno na granici sa Slovenijom. Sjeverno od sela nalazi se istoimeni granični prijelaz, na kojem se nalazi sjeverni kraj ceste D8. Pasjak ima dom poznatiji po imenu "Kud Danica Pasjak".Pasjak se spominje još u dalekom 3.stoljeću,kada je na Gradini Pasjak, pravljena Kasnoantička utvrda   

## Stanovništvo
| broj stanovnika | 288   | 325   | 319   | 362   | 363   | 327   | 324   | 301   | 275   | 223   | 262   | 210   | 177   | 172   | 146   | 140   | 132   |
|                 | 1857. | 1869. | 1880. | 1890. | 1900. | 1910. | 1921. | 1931. | 1948. | 1953. | 1961. | 1971. | 1981. | 1991. | 2001. | 2011. | 2021. |